# Печатка Бафомета

«Печатка Бафомета» з книги «Сатанинська біблія»

Печатка Бафомета — офіційний символ Церкви Сатани. Являє собою перевернуту  пентаграму з вписаною в неї головою сатанинського божества Бафомета в образі «голови цапа». У кільце навколо пентаграми, навпроти кожного променя зірки, вписано ім'я «Левіафан» (івр. לויתן).

## Історія

Знак Бафомета з книги «La Clef de la Magie Noire» Станісласа де Гуайта, 1897

Зображення взято з книги «La Clef de la Magie Noire» Станісласа де Гуайта 1897 року, і в оригіналі мало слова «Samael Lilith» між променями пентаграми.
Цей символ з такою назвою уперше був опублікований у грудні 1969 року, в «Сатанинській біблії», де його розмістили на обкладинці і на першій сторінці розділу з описом сатанинського ритуалу. Саме у цій книзі цей знак був уперше названий «знаком Бафомета». Цей варіант знаку використовувався надалі Церквою Сатани при створенні медальйонів членів організації, і став їхнім стандартним логотипом. Величніше «Символ Бафомета», або «Печатка Бафомета» — він став називатися в книзі «Сатанинські ритуали», що вийшла друком в 1972 році.
У 1981 році «Церква Сатани» подала заявку на реєстрацію торгової марки — що зображує «Символ Бафомета» і назву «Церква Сатани». Таким чином «Церква Сатани» має повне право поміщати знак ® поряд з цим символом і власною назвою, причому законом забороняється також використати схожі назви та зображення, які можуть зашкодити торговій марці.

## Ресурси Інтернету
- Історія походження Печатки Бафомета і її використання у Церкві Сатани [Архівовано 5 липня 2013 у Wayback Machine.](англ.)